# Littorina plena
Littorina plena är en snäckart som beskrevs av Gould 1849. Littorina plena ingår i släktet Littorina och familjen strandsnäckor. Inga underarter finns listade i Catalogue of Life.